# Ferdinand Kiefler
Ferdinand Kiefler (Bécs, 1913. augusztus 4. – Liblar, Erftstadt, Németország, 1945. január 13.) olimpiai ezüstérmes osztrák kézilabdázó.
Részt vett az 1936. évi nyári olimpiai játékokon, amit Berlinben rendeztek. A kézilabdatornán játszott, és az osztrák válogatott tagjaként ezüstérmes lett.
A második világháborúban esett el.